# Олайя, Моджи
Моджи Олайя (англ. Moji Olaiya; 27 февраля 1975 — 17 мая 2017) — нигерийская актриса.

## Карьера
Она является дочерью светского музыканта Виктора Олайи. Модзи Олайя начала свою актерскую карьеру с телесериала Уэйла Аденуги «Суперистория». Она снялась в нескольких фильмах Нолливуда на английском и языке йоруба. Она была известна по своим ролям в таких фильмах, как «Нет боли, нет прибыли», в котором она играла Ирети, «Саде Блэйд» (2005), «Nkan adun» (2008) и « Omo iya meta leyi» (2009). Она также снялась в фильме «Agunbaniro». В 2003 году она была номинирована на премию Reel Award как лучшая актриса второго плана года и выиграла премию «Лучшая новая актриса».
В 2016 году Олайя снялась в фильме «Ия Окоми» с Фолукэ Дарамолой и Фуншо Адеолу в главных ролях, премьера которого состоялась в Лагосе в июле того года.

## Личная жизнь
В 2007 году Олайя вышла замуж за Байо Окесоле, затем брак распался. В 2014 году она приняла ислам.
17 мая 2017 года Олайя умерла от остановки сердца в Канаде, где она родила своего второго ребенка ровно за два месяца до этого. 7 июня 2017 года она была похоронена в соответствии с исламскими обрядами.

## Избранная фильмография
- Aje nile Olokun
- Ojiji Aye
- Apaadi (2009)
- Omo Iya Meta leyi (2009)
- Akoto olokada (2009) as Shade
- Itakun ola (2008) as Bimbo
- Nkan adun (2008)
- Oro itan (2008)
- Sonibarin (2006)
- Ija Okan (2006)
- Eto ikoko (2005) as Deola
- Sade Blade (2005)
- Maradona (2003) as Nike